# Nabeshima (Klan)

Familienwappen (鍋島茗荷, Nabeshima myōga,
dt. „Nabeshima-Ingwer“)

Familienwappen (鍋島花杏葉, Nabeshima Hana-gyōyō,
dt. „Nabeshima Blüten-Aprikosenblatt“)

Die Nabeshima (japanisch 鍋島氏, Nabeshima-shi) bildeten eine Familie des japanischen Schwertadels (Buke), die sich von Shōni (小貳) Tsunefusa und damit von den Fujiwara ableiteten. Mit einem Einkommen von 357.000 Koku gehörten die in Saga (Hizen) residierenden Nabeshima zu den großen Tozama-Daimyō der Edo-Zeit.

## Geschichte
Die Nabeshima waren eine Seitenlinie des Shōni-Klans und stammten somit von der mächtigen und angesehenen Fujiwara-Familie ab. Nachdem sich der Shōni-Klan nach mehreren Niederlagen gegen die Ōuchi und die Ryūzōji im Niedergang befunden hatte, gründete Shōni Shigenao in Nabeshima in der Provinz Hizen seinen eigenen Klan und nahm den Namen der Stadt an. Im Ringen um die Oberherrschaft auf Kyūshū unterstützten die Nabeshima den Ryūzōji-Klan, wurden allerdings im Jahre 1584 entscheidend vom aufsteigenden Shimazu-Klan besiegt.
1587 gehörte der Klan zu den Unterstützern von Toyotomi Hideyoshi während seiner Invasion von Kyūshū. Zum Dank belehnte sie Hideyoshi mit der Region um Saga, die später zum Lehen Saga werden sollte. Das Oberhaupt der Familie, Nabeshima Naoshige, war auch einer der Kommandanten im Imjin-Krieg, Hideyoshis lang geplanter Invasion von Korea.
Nach Hideyoshis Tod im Jahre 1598 kam es zu erheblichen Spannungen zwischen dem von ihm eingesetzten Rat der Fünf Regenten und dem äußerst ehrgeizigen Daimyō von Mikawa, Tokugawa Ieyasu, der ebenfalls ein Mitglied des Rates war. Die Nabeshima unterstützten zunächst Ishida Mitsunari, wechselten jedoch noch vor der Schlacht von Sekigahara die Seiten und verwickelten Tachibana Muneshige in einen erbitterten Kleinkrieg, um ihn von der Teilnahme an der Schlacht abzuhalten. Nach Tokugawa Ieyasus endgültigem Sieg galt Nabeshima Naoshige zwar als Tozama-Daimyō, was die Familie von Posten in der Regierung ausschloss, sie durfte jedoch das Lehen Saga, eine der reichsten Regionen Japans, behalten.
Als Unterstützer des Tokugawa-Shogunates waren sie entscheidend an der Unterdrückung des christlichen Shimabara-Aufstands im Jahre 1637 beteiligt.
Im Boshin-Krieg schlossen sich die Nabeshima den Reformkräften der Satsuma-Chōshū-Allianz an. Die Abschaffung der Han 1871 beendete zwar die Herrschaft der Familie über Saga, doch die Nabeshima gehörten auch in der Meiji-Zeit zu den einflussreichen Familien Japans, der sogenannten Meiji-Oligarchie.

## Übersicht über die Familie

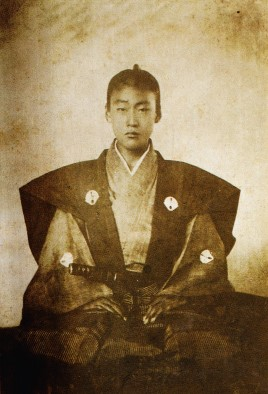
Naohiro in zeremonieller Tracht

- Shigenao (茂尚), Sohn des Tsunefusa, ließ sich gegen Ende des 15. Jahrhunderts in Nabeshima (Hizen) nieder und übernahm den Namen des Ortes.
  - Naoshige (直茂; 1538–16188)
    - Katsushige (勝茂; 1580–1657)
    - Naomasa (直正; 1815–1871)
      - Naohiro (直大; 1846–1921), letzter Daimyo, ging mit zwei Brüdern 1871 zum Studium nach England
      - Hauptlinie in Saga, 357.000 Koku, nach der Meiji-Restauration bis 1945 „Fürst“
        - Weitere Mitglieder der Familie:
        - Tadanao, studierte von 1911 bis 1914 an der Forstakademie Tharandt
          - Naotsugu (直紹; 1912–1981), Sohn des Tadanao, war Politiker und Erforscher des japanischen Porzellans.

      - Nebenlinie in Ogi (小城), 73.000 Koku, Vizegraf
      - Nebenlinie in Hasuike　(蓮池), 53.000 Koku, Vizegraf

    - Tadashige (忠茂; 1537–1619)
      - Nebenlinie in Kashima (鹿島), 20.000 Koku, Vizegraf

Die Nebenlinien, alle in Hizen ansässig, begnügten sich mit einem „Festen Haus“ (陣屋, jinya).

### Weitere Mitglieder des Klans

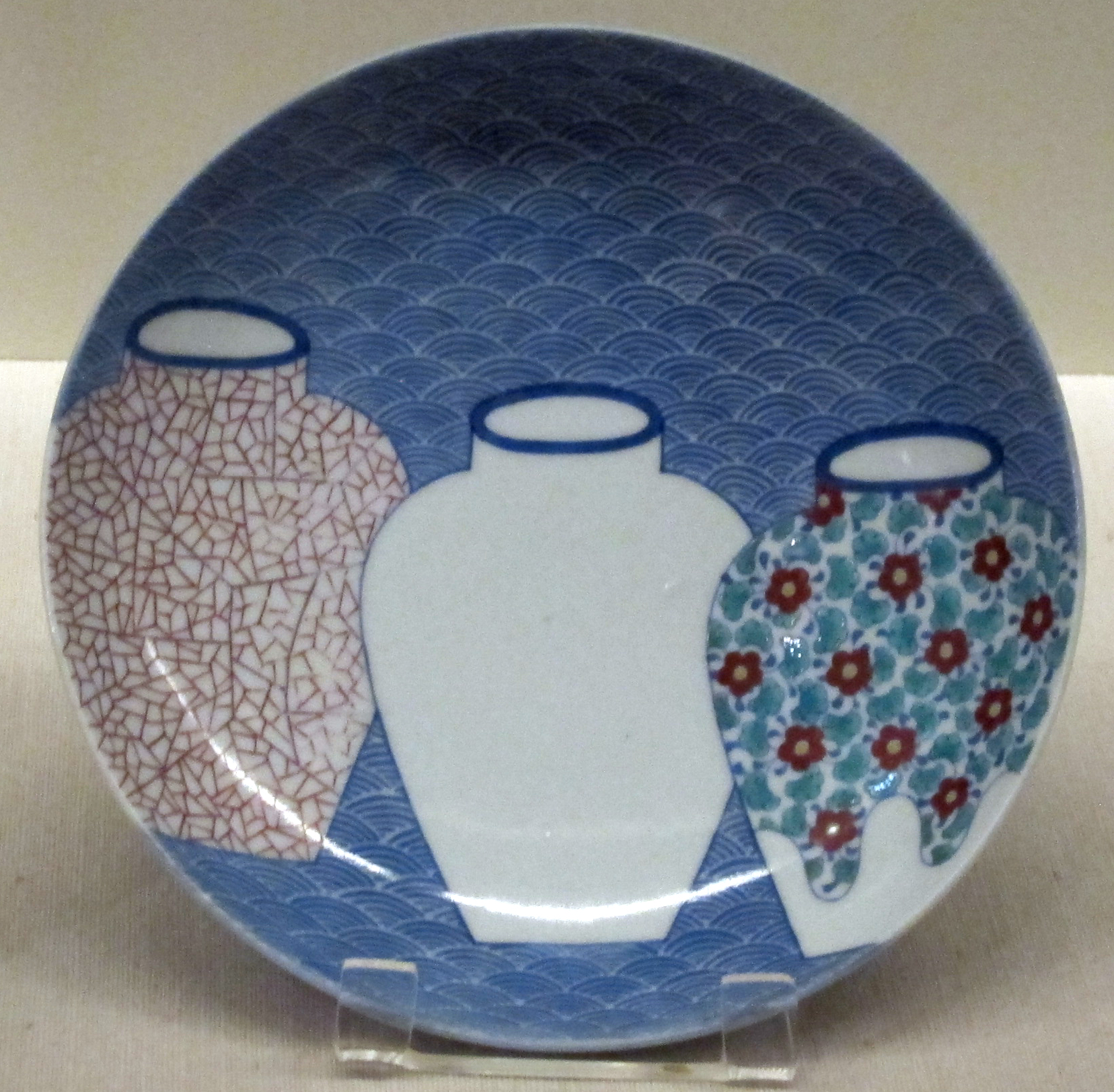
Nabeshima-Porzellan

- Yamamoto Tsunetomo

## Sonstiges
Während der Edo-Zeit entstanden zahlreiche Porzellan-Manufakturen im Lehen. Das berühmte Imari-Porzellan, benannt nach der Hafenstadt Imari, erfreute sich großer Beliebtheit in Japan und wurde auch in beträchtlicher Zahl nach Europa exportiert. Nach der Familie benannt ist das Nabeshima-Porzellan, dessen Dekoration sich von den chinesischen Vorbildern gelöst hat und "modern" wirkt.